# 페리엘란다시

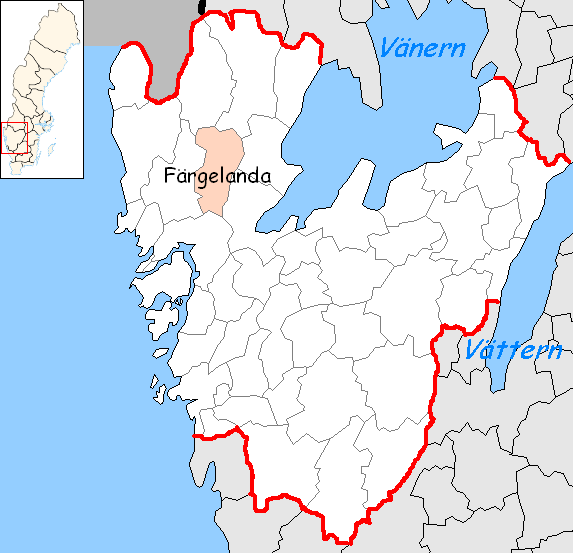
페리엘란다 시의 위치

페리엘란다시(스웨덴어: Färgelanda kommun)는 스웨덴 베스트라예탈란드주에 위치한 지방 자치체로 행정 중심지는 페리엘란다이며 면적은 618.33km2, 인구는 6,627명(2016년 12월 31일 기준), 인구 밀도는 11명/km2이다.

시 문장